# John Feldmann
John William Feldmann (né le 29 juin 1967) est un musicien et producteur américain. Il est le chanteur/guitariste principal du groupe Goldfinger. Il est connu pour être un fervent défenseur de la cause animale.

## Musique
Feldmann commença à jouer de la musique à l'âge de 13 ans, après avoir entendu l'album ''Mommy's Little Monster'' du groupe Social Distortion. Il déménagea à Los Angeles en 1988 et forma un groupe appelé Electric Love Hogs, où il rencontra le futur bassiste de Goldfinger Kelly LeMieux. The Electric Love Hogs (avec également Dave Kushner du groupe Velvet Revolver, et Bobby Hewitt du groupe Orgy) ont signé chez Polygram en 1990 et ont sorti un album. 
Feldmann forma alors Goldfinger en 1994 quand il rencontra le premier bassiste de Goldfinger, Simon Williams, dans un magasin de chaussures où ils travaillaient ensemble. Le groupe avait signé chez Mojo/Universal en 1995 et ont réalisé une tournée dans le monde entier. D'après son site web officiel, John détient un record dans le Guiness pour avoir réalisé 385 concerts en 1996. 
En tant que représentant de l'A&R chez Warner Bros & Maverick Records, il a signé avec The Used, Destroy Rebuild Until God Shows, Goldfinger, Showoff, Unloco, Josephine Collective, City Sleeps, Story of the Year, Foxy Shazam et Mest. 
Il a également été producteur des groupes Black Veil Brides, The Cab, The Veronicas, Good Charlotte, Mest, The Used, Story of the Year, Ashlee Simpson, Hilary Duff, Goldfinger, Showoff, The Matches, Atreyu, City Sleeps, Anthony Green, Josephine Collective, Lostprophets, Beat Union, Cute Is What We Aim For, Escape the Fate, Get Scared, After Midnight Project, No Motiv, Foxy Shazam, All Time Low, Allstar Weekend, Panic! at the Disco, Craig Owens, Boys Like Girls, Megan Joy, Jessica Lowndes, Plain White T's, 5 Seconds of Summer.
Il a travaillé avec le groupe Panic! at the Disco sur leur album, Vices and Virtues (2011), et a collaboré sur la chanson "Heroes" avec Alex Gaskarth de All Time Low, qui est sorti sur leur album Dirty Work (2011). Il a également travaillé avec Mandy Moore et Kelis. Dernièrement, il s'est impliqué dans l'écriture du prochain album de Korn à paraître en 2019.

## Militantisme
Défenseur des droits des animaux et des droits de l'homme, Feldmann est végane. Feldmann est devenu végétarien après avoir vu le film Babe à l'âge de 29 ans. Il tient souvent des discours en faveur de l'organisation du bien-être animal PETA.